# Impatiens commelinoides
Impatiens commelinoides là một loài thực vật có hoa trong họ Bóng nước. Loài này được Hand.-Mazz. mô tả khoa học đầu tiên năm 1933.